# 蘇力揚
蘇 力揚（そ りきよう、スー・リーヤン、英語: Su Li-yang、2001年12月27日 - ）は、台湾の男子バドミントン選手。

## 経歴
2023年の台北オープンでは、準決勝で伍家朗をストレートで破って銀メダルを獲得した。